# Polní maršál

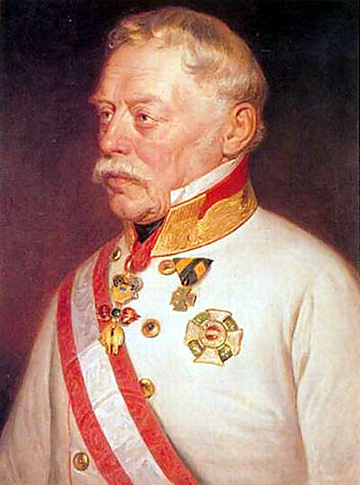
Polní maršál Josef Václav Radecký z Radče

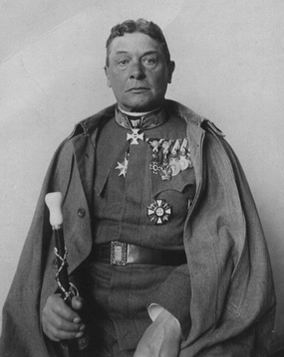
Heřman Albín Kövess z Kövessházy, poslední polní maršál rakousko-uherské armády, s maršálskou hůlkou na fotografii z roku 1918

Polní maršál (německy Feldmarschall nebo  Generalfeldmarschall, anglicky Field Marshal, italsky maresciallo di campo) je vojenská hodnost užívaná v některých zemích. Používá či používalo ho např. Spojené království, Svatá říše římská, Rakouské císařství a Rakousko-Uhersko, Ruské impérium a některé německé státy a posléze také sjednocené Německo. Občas se vyskytuje překlad polní maršálek, tento výraz je faktograficky špatně.

## Rakouské císařství
- 1805 - Adam kníže Czartoryski (1734–1823)
- 1805 - Ferdinand Bedřich vévoda württemberský (1763–1835)
- 1808 - arcivévoda Josef (1776–1847)
- 1808 - Josef Jan hrabě Ferraris (1726–1814)
- 1808 – Joseph Alvinczy von Berberek (1735–1810)
- 1808 – Charles Joseph kníže de Ligne (1735–1814)
- 1808 - Václav Josef hrabě Colloredo-Wallsee (1738–1822)
- 1809 - Jan Karel hrabě Krakovský z Kolovrat (1748–1816)
- 1809 – Heinrich hrabě Bellegarde (1756–1845)
- 1809 - Jan Josef kníže z Lichtenštejna (1760–1836)
- 1812 – Karel Filip kníže ze Schwarzenbergu (1771–1820)
- 1814 - Jiří Britský, princ-regent (1762–1830)
- 1814 - Frederik August Hannoverský (1763–1827)
- 1814 - král Vilém I. Nizozemský (1772–1843)
- 1818 - Arthur Wellesley, 1. vévoda z Wellingtonu (1769–1852)
- 1824 - Jindřich XV. princ Reuss-Plauen (1751–1825)
- 1825 - Camillo Joseph hrabě Lambertie (1746–1826)
- 1830 - arcivévoda Ferdinand (1793–1875)
- 1830 - Friedrich Franz kníže zu Hohenzollern-Hechingen (1757–1844)
- 1833 - Christoph von Lattermann (1753–1835)
- 1836 - arcivévoda Ferdinand d'Este (1781–1850)
- 1836 - arcivévoda Jan (1782–1859)
- 1836 – Josef Václav hrabě Radecký z Radče (1766–1858)
- 1844 - Maxmilián von Wimpffen (1770–1854)
- 1844 - Filip Hesensko-Homburský (1779–1846)
- 1848 - Ignaz von Lederer (1769–1849)
- 1848 - Alfred kníže Windischgrätz (1787–1862)
- 1849 - Laval hrabě Nugent (1777–1862)
- 1850 - Ivan Fjodorovič kníže Paskevič (1782–1856)
- 1854 - Evžen hrabě Vratislav z Mitrovic (1786–1867)
- 1859 – Heinrich von Hess (1788–1870)
- 1863 – arcivévoda Albrecht (1817–1895)
- 1867 - Edmund kníže ze Schwarzenbergu (1803–1873)

## Rakousko-Uhersko
- 8. prosince 1914 – arcivévoda Bedřich Rakousko-Těšínský (1856–1936)
- 1916 – císař Karel I. (1887–1922)
- 23. listopadu 1916 – arcivévoda Evžen Rakousko-Těšínský (1863–1954)
- 25. listopadu 1916 – Franz Conrad von Hötzendorf (1852–1925)
- 5. listopadu 1917 – Heřman Albín Kövess z Kövessházy (1854–1924)
- 5. listopadu 1917 – Alexander von Krobatin (1849–1933)
- 30. ledna 1918 – Franz Rohr von Denta (1854–1927)
- 31. ledna 1918 – Eduard von Böhm-Ermolli (1856–1941)
- 1. února 1918 – Svetozar Borojević von Bojna (1856–1920)
- 24. října 1918 – arcivévoda Josef August Rakouský (1872–1962)

## Spojené království
Ve Spojeném království je Field Marshal nejvyšší vojenská hodnost, přímo nadřízená generálům. Arthur Wellesley, 1. vévoda z Wellingtonu, byl polním maršálem dvanácti armád. Všechny jeho maršálské hůlky jsou vystavené ve Wellingtonově muzeu v Londýně.